# Aurel Lazăr
Aurel Lazăr (n. 5 august 1872, Oradea – d. 18 noiembrie 1930) a fost un avocat român din Oradea, membru al Partidului Național Român din Transilvania, Banat și Părțile Ungurene, deputat în Marea Adunare Națională de la Alba Iulia, organismul legislativ reprezentativ al „tuturor românilor din Transilvania, Banat și Țara Ungurească”, cel care a adoptat hotărârea privind Unirea Transilvaniei cu România, la 1 decembrie 1918.:p. 77

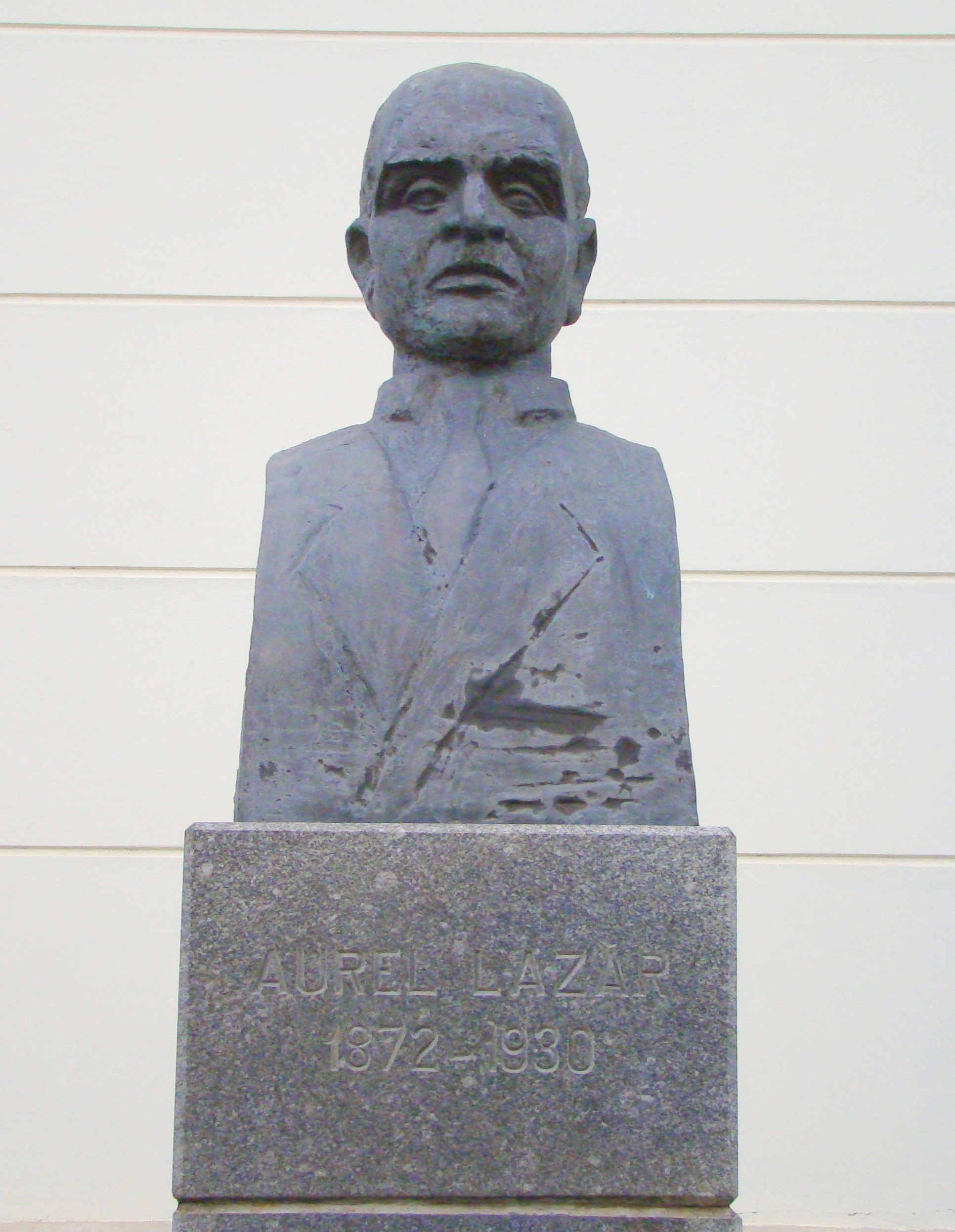
Bustul lui Aurel Lazăr din Alba Iulia

## Originea și familia
Înaintașii lui Aurel Lazăr s-au stabilit la Săldăbagiu de Barcău, din zona Bihorului, veniți de undeva din Transilvania. Unul dintre strămoșii familiei este Ioan Lazăr, menționat în secolul al XVIII-lea, fost epitrop al bisericii din Săldăbagiu de Barcău. El a stăruit să se ridice în sat o biserică din piatră în locul celei vechi, din lemn. Ioan Lazăr a avut patru fii, pe Mihailă, Gavril, Ioan-Dumitru și Ștefan. Primii trei au rămas în sat. Ștefan însă a învățat carte și a devenit preot și prepozit în Episcopia Greco-Catolică de Oradea. El a fost tatăl lui Teodor Lazăr și bunicul lui Aurel Lazăr. Părinții lui Aurel Lazăr au fost Teodor Lazăr și Iuliana (născută Papp). Aurel Lazăr s-a născut la Oradea și a mai avut o soră, Cornelia (căsătorită Kiss).
Spre sfârșitul anului 1897 Aurel Lazăr s-a căsătorit cu Valeria Fejer, fiică a avocatului Gheorghe Fejer din orașul Ineu (Arad). Bunica maternă a lui Aurel, Silvia, era soră cu soția lui Iosif Vulcan, Aurelia. Familia Aurel Lazăr a avut un singur fiu, Liviu, devenit avocat și profesor la Academia de Drept din Oradea, ulterior mutată la Cluj.

## Activitate politică
Aurel Lazăr a fost membru de seamă al Partidului Național Român, participant la Marea Unire și membru al Marelui Sfat Național Român din Transilvania, membru al Consiliului Dirigent al Transilvaniei și deținător al Resortului Justiție, deputat de Bihor și vicepreședinte al Camerei Deputaților, membru fondator al Uniunii Avocaților din România, președinte al PNȚ Bihor, primar al municipiului Oradea.

## Memoria
- În prezent, în casa ce i-a aparținut în Oradea, funcționează Muzeul Memorial Aurel Lazăr.
- Strada din Oradea, pe care se află Muzeul Memorial Aurel Lazăr, îi poartă numele: Strada Aurel Lazăr.
- La Oradea există Liceul Teoretic Aurel Lazăr.[3]
- O statuie a lui Aurel Lazăr, realizată din bronz, este plasată la un capăt al străzii care îi poartă numele acestuia.
- Un bust al lui Aurel Lazăr se află la Alba Iulia.
- O stradă din Alba Iulia îi poartă numele: Strada Aurel Lazăr.